# Rangjung
Rangjung – miasto w Bhutanie, w dystrykcie Traszigang.